# Guy Bélanger (ténor)
Pour les articles homonymes, voir Guy Bélanger.
Guy Bélanger est un ténor et chef d'orchestre québécois né à Québec le 24 novembre 1946. Il est le fils du chef d'orchestre Edwin Bélanger. Il a fondé, en 2010, avec Maurice Nadeau et Major Jacques Destrempes, l'Ensemble Philharmonique Edwin-Bélanger, qu'il dirige encore à l'heure actuelle.